# Sandra Donnelly
Sandra Donnelly (Calgary, 26 de septiembre de 1969) es una jinete canadiense que compitió en la modalidad de concurso completo. Ganó una medalla de plata en los Juegos Panamericanos de 2007, en la prueba por equipos.

## Palmarés internacional
| Juegos Panamericanos | Juegos Panamericanos    | Juegos Panamericanos | Juegos Panamericanos |
| Año                  | Lugar                   | Medalla              | Categoría            |
| -------------------- | ----------------------- | -------------------- | -------------------- |
| 2007                 | Río de Janeiro (Brasil) | Medalla de plata     | Por equipos          |